# ニレ
ニレ（楡）はニレ科ニレ属の樹木の総称である。英名はエルム (Elm) 。日本でニレというと、一般にニレ属の1種であるハルニレのことを指す。

## 形態
広葉樹であり、かつ基本的に落葉樹だが、南方に分布する一部に半常緑樹のものがある。樹高は10メートル (m) 未満のものから大きいと40 mを超すものまである。最大種は中米の熱帯雨林に分布するUlmus mexicanaという種で樹高80 mに達する。樹形は比較的低い高さから幹を分岐させ、同科のケヤキ（ニレ科ケヤキ属）などとよく似る種が多いが、比較的真っ直ぐ幹を伸ばすものもある。樹皮は灰色がかった褐色で縦に割れる種が多いが、一部に平滑なものもある。

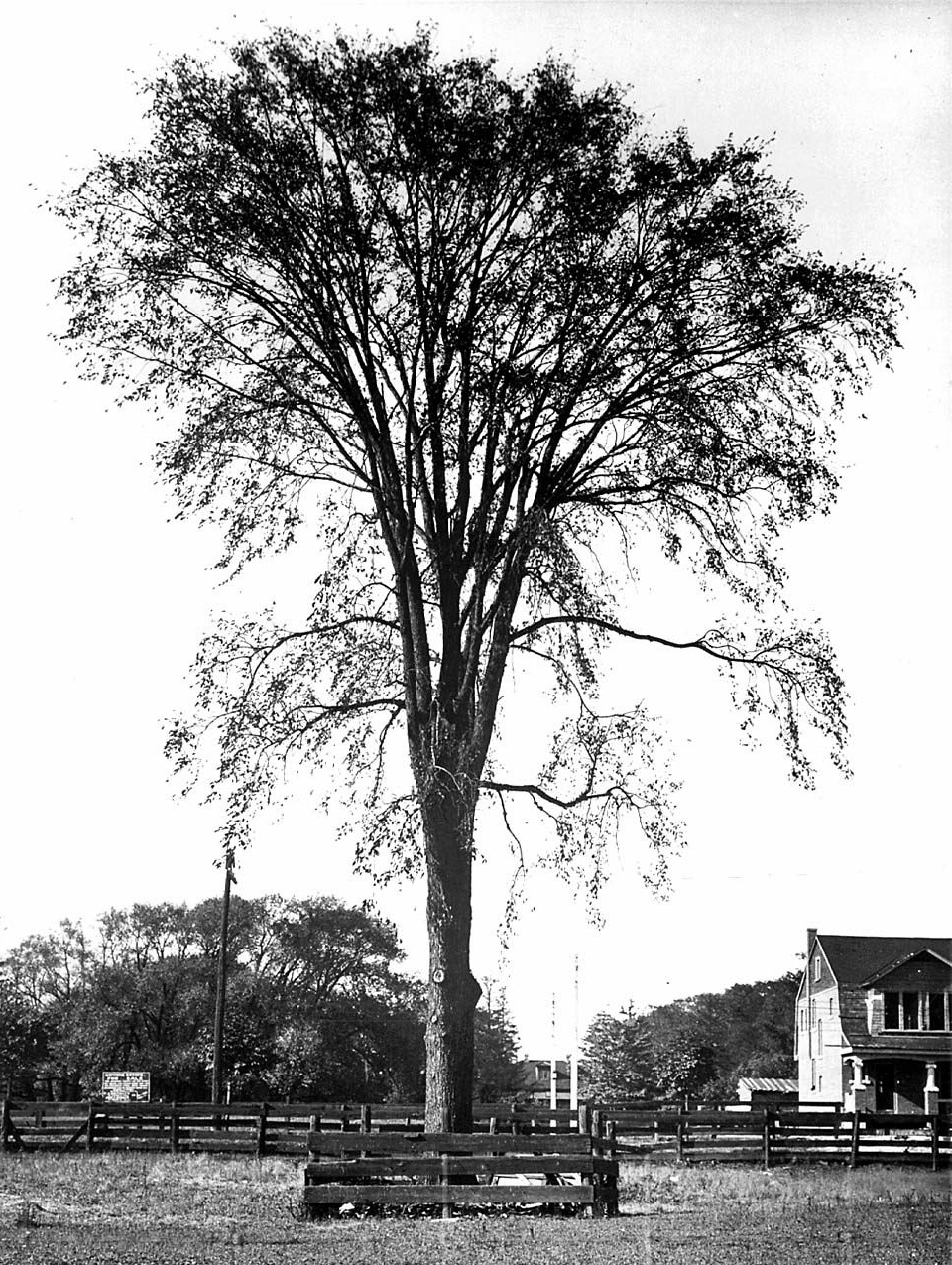
幹が低い位置から分枝する独特の樹形 Ulmus americana
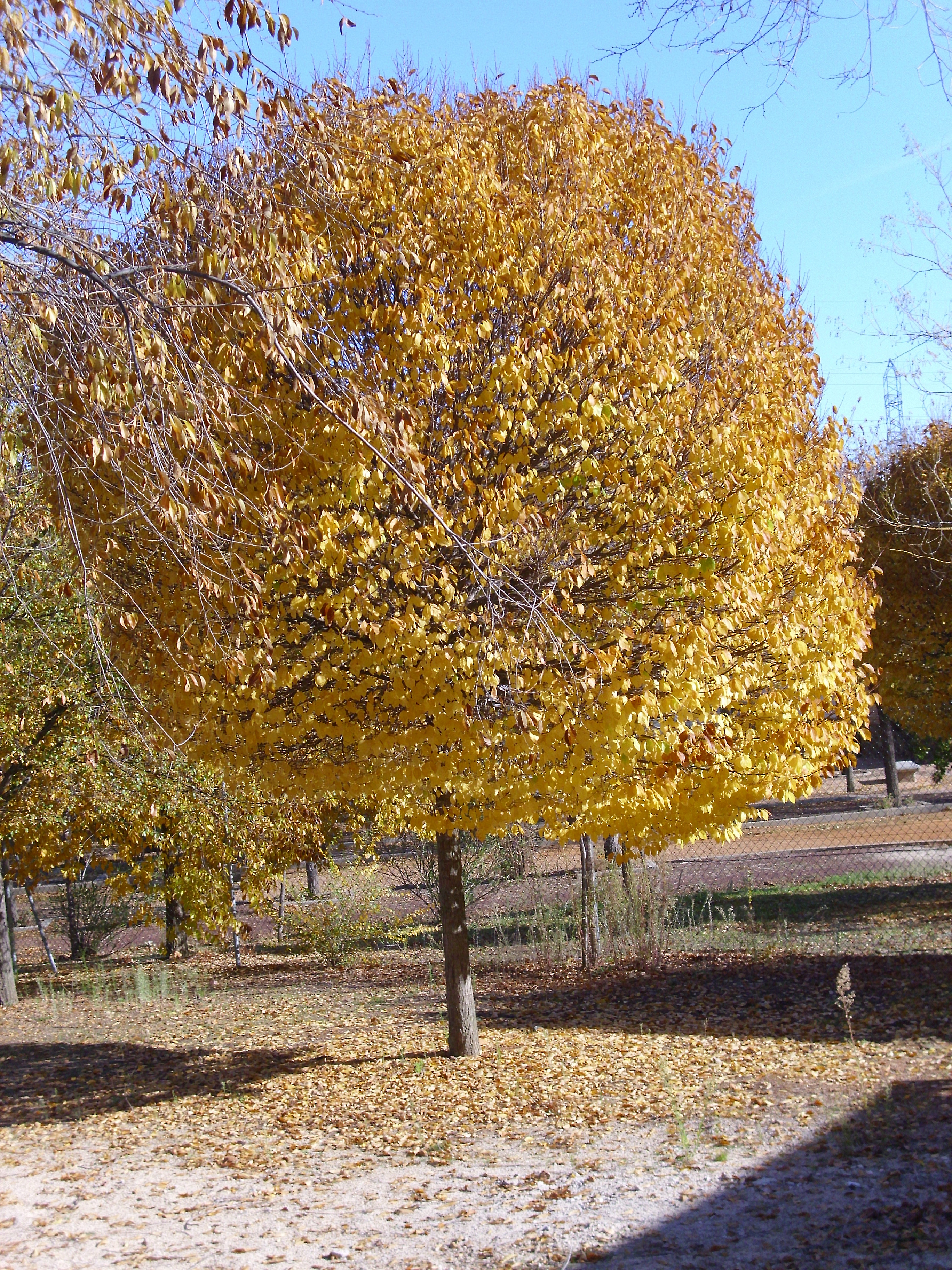
多くの種は秋に紅葉（黄葉）し落葉する U. minor
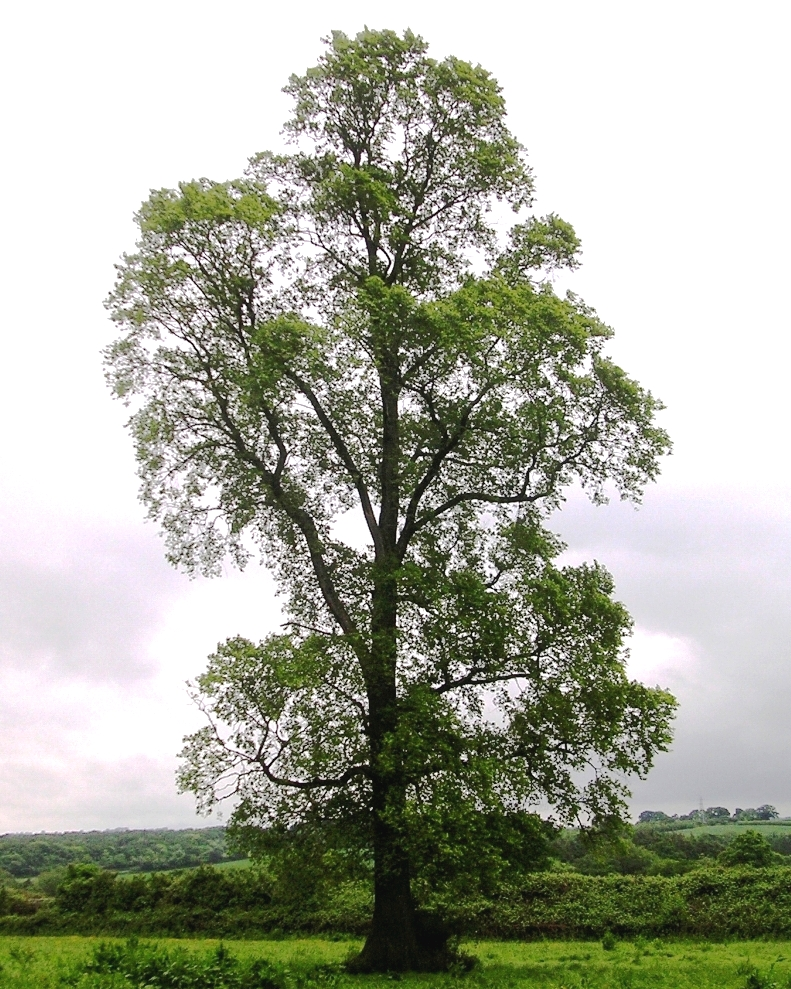
真っ直ぐ伸びやすい種や個体も U. minor

枝は真っ直ぐでなく左右にジグザグに伸びる（仮軸分岐）。葉は枝に互生し、葉の基部は左右非対称になることが多い。葉は先端に向かうにつれて急に尖る。オヒョウのように複数の先端を持つものも多い。葉脈の形態は中央の1本の主脈から側脈が左右に分岐する形（羽状脈）である。ニレ科でもエノキ属 (Celtis)、ウラジロエノキ属 (Trema)、ムクノキ属 (Aphananthe)などは主脈が3本に見える三行脈である。ただし、これらは最近はニレ科でなくアサ科に入れることが多い。葉の縁には鋸歯を持つ。ニレ属は二重鋸歯と呼ばれる鋸歯を持ち、大きな鋸歯同士の間に小さい鋸歯を挟む。これに対し、ケヤキ属は普通の鋸歯である。

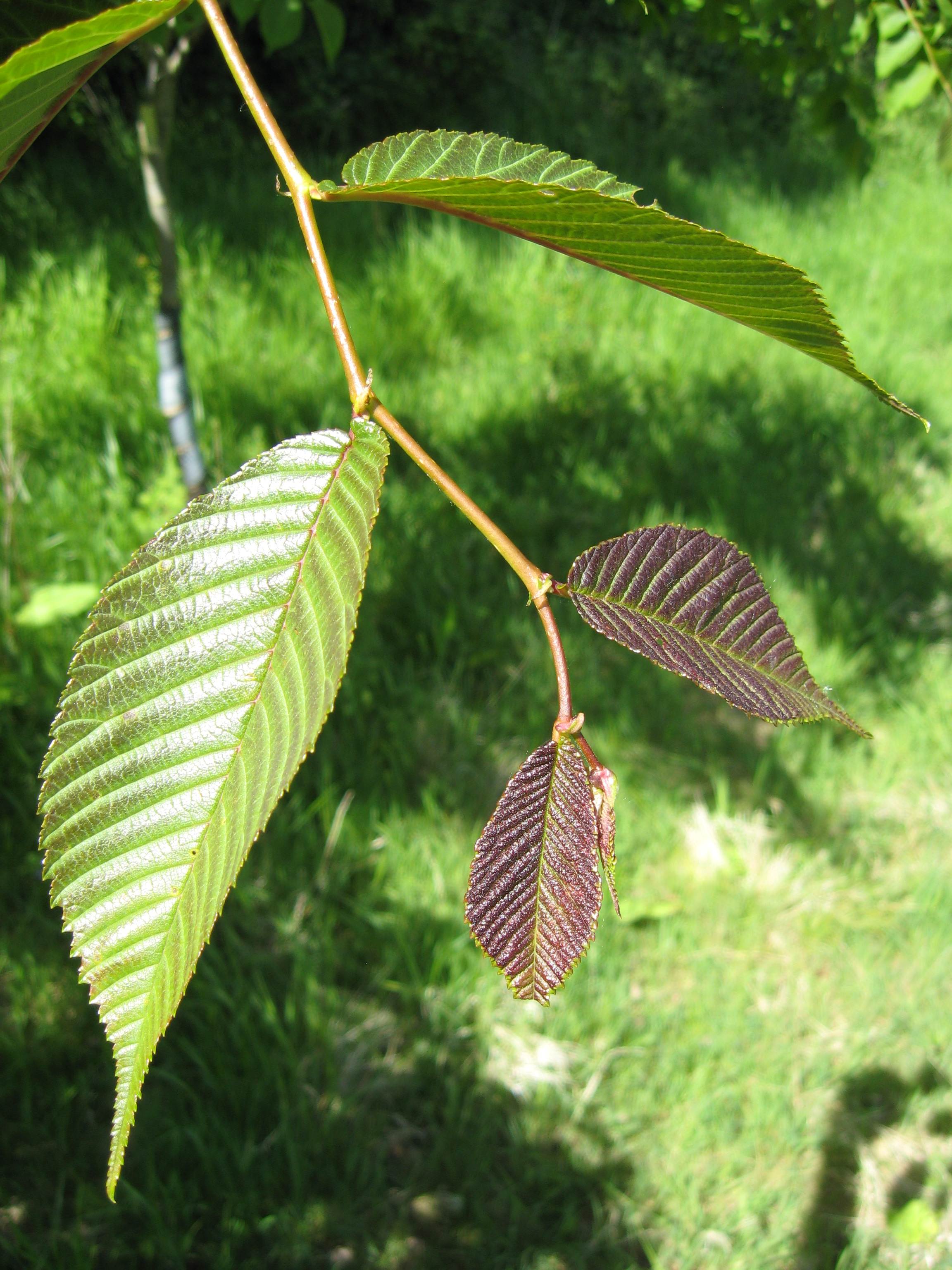
枝はジグザグに伸びるU. davidana
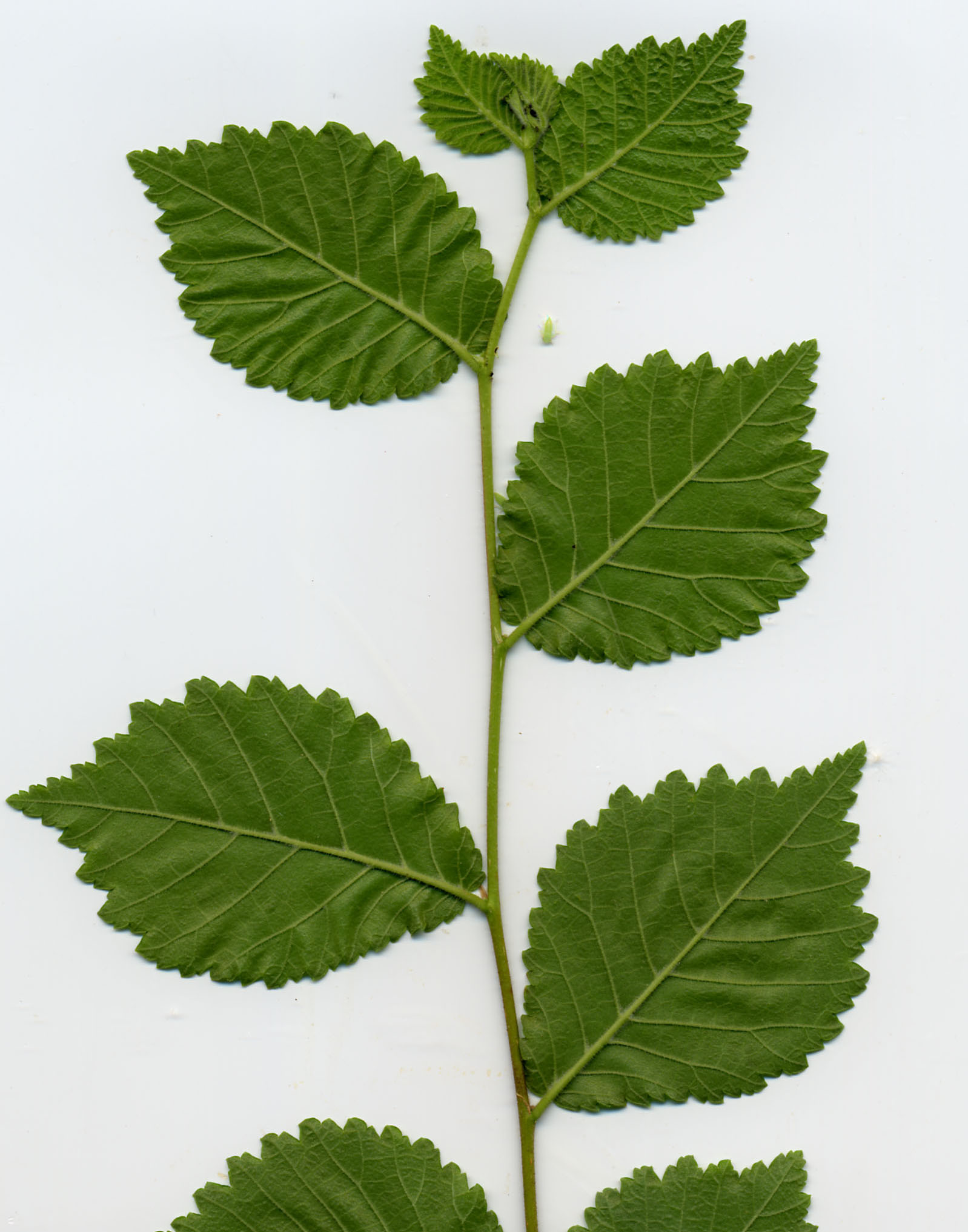
葉は互生 U. minor

花は両性花、花粉の散布方式は風媒であり花は地味である。種子は扁平な堅果で膜質の翼を持つ。

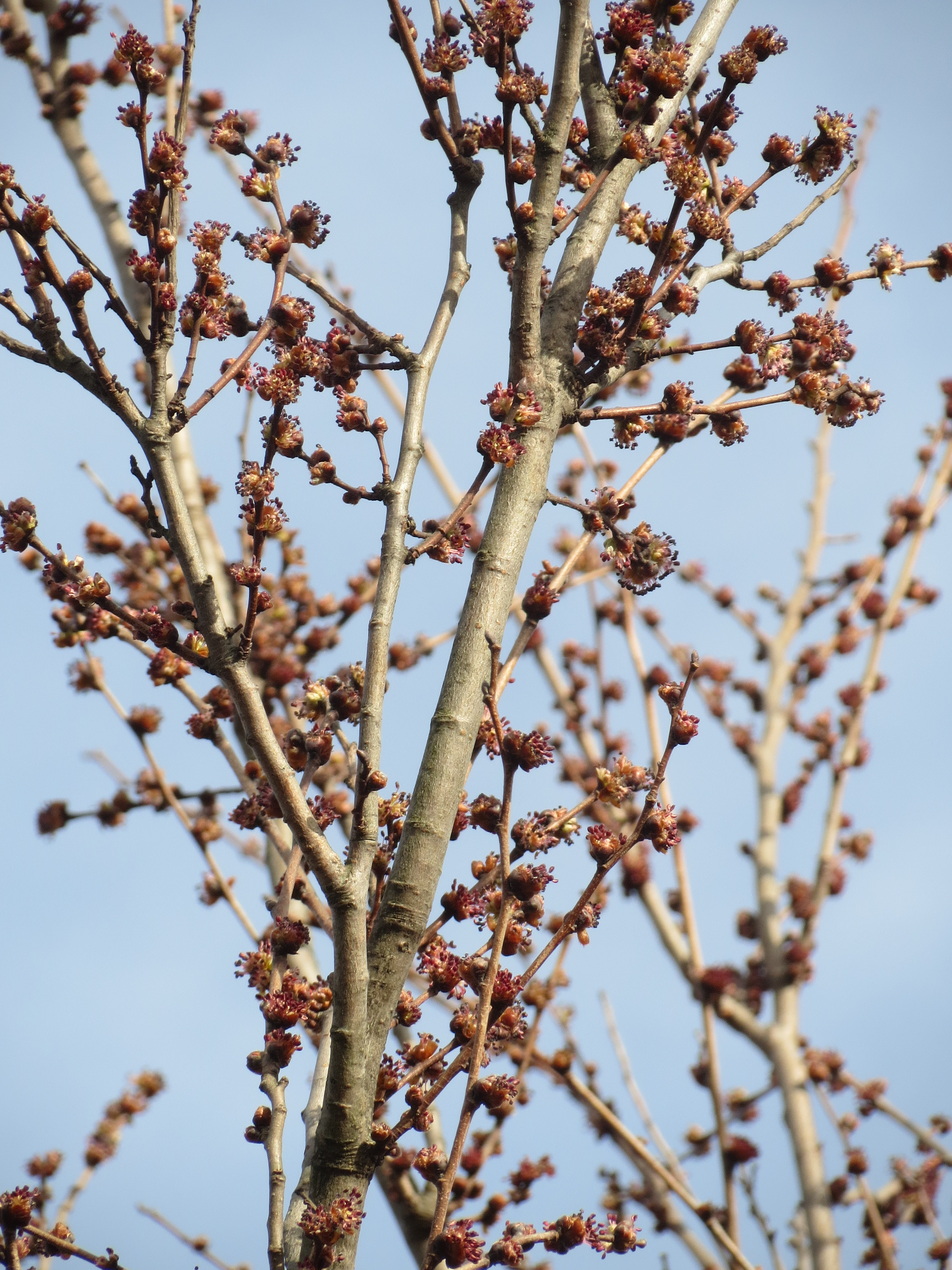
早春に咲くU. minorの花
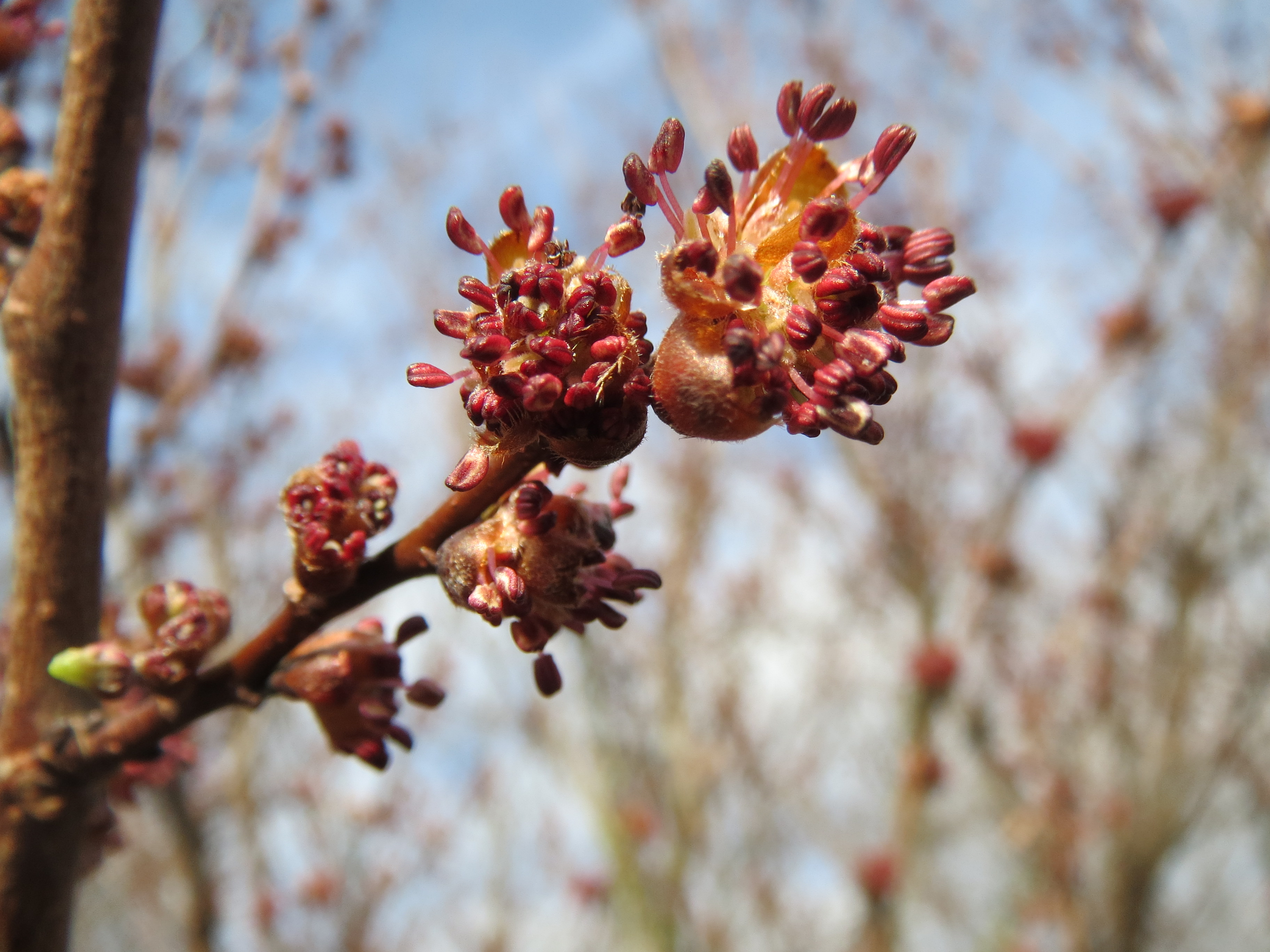
U. minorの花
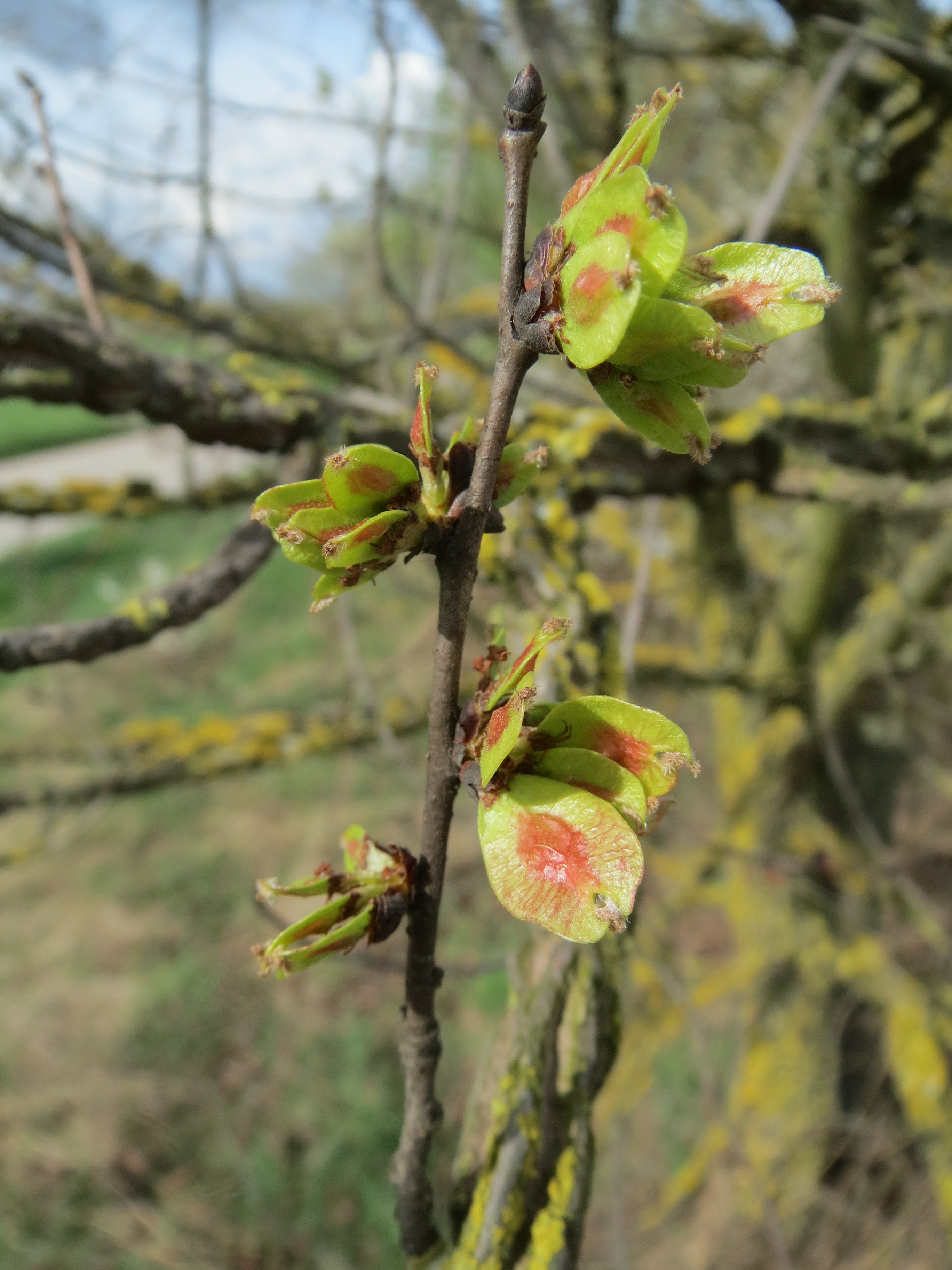
若い果実 U.  minor
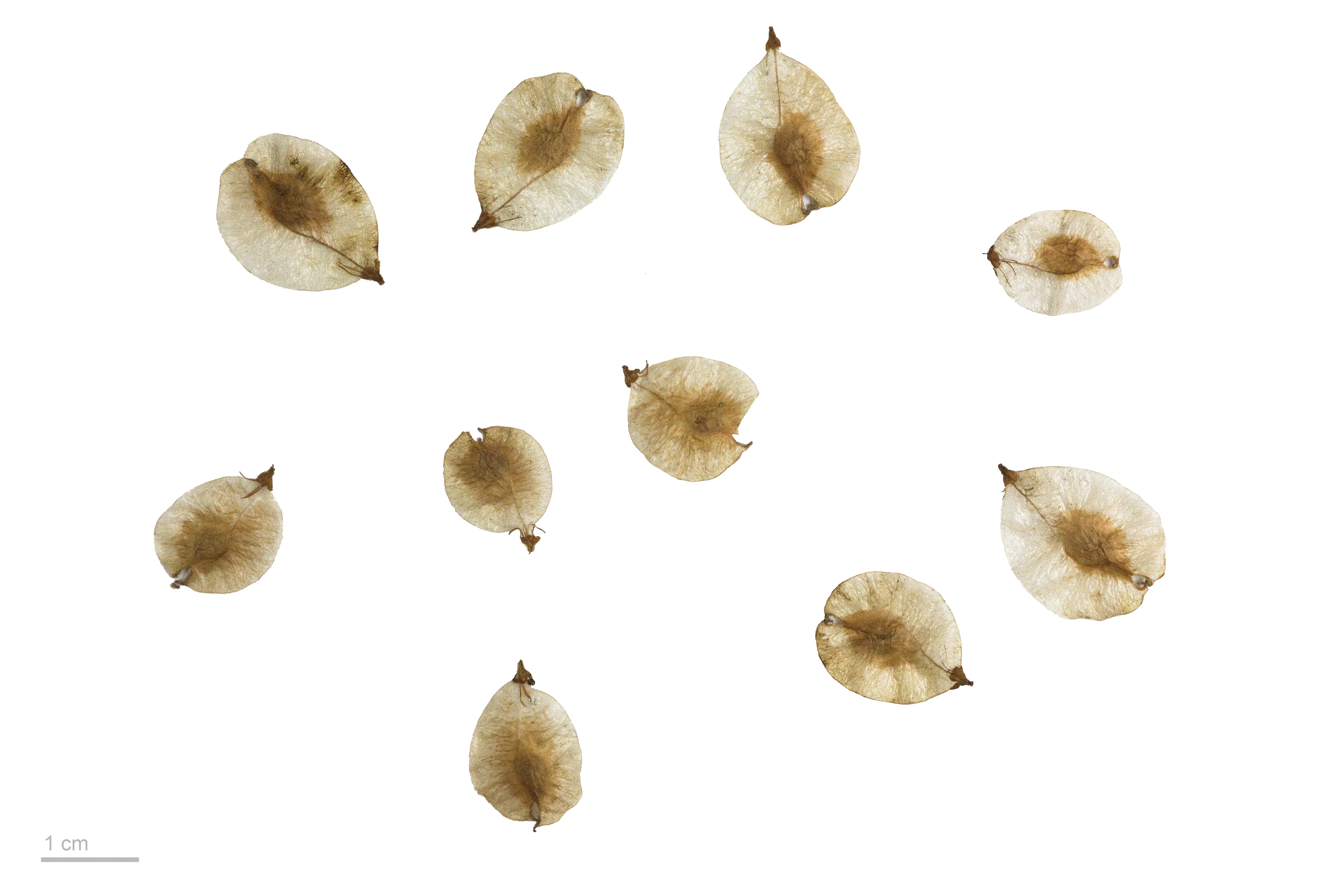
種は膜状の翼を持つ U. minor

## 生態
斜面下部、谷沿い、川沿いなど湿潤で肥沃な所を好む種が多い。また、陽樹であり日当たりを好む性質で、開けた場所や生け垣で見られる。花は風媒花であり、ほとんどの種類は春に花を咲かせる。種によって芽吹く前に花を付けるもの、芽吹いた後花を付けるものがある。一部の種類は秋に花を付ける。果実は開花後数週間で熟す。種子は風散布、萌芽更新、倒木更新もよく行う。

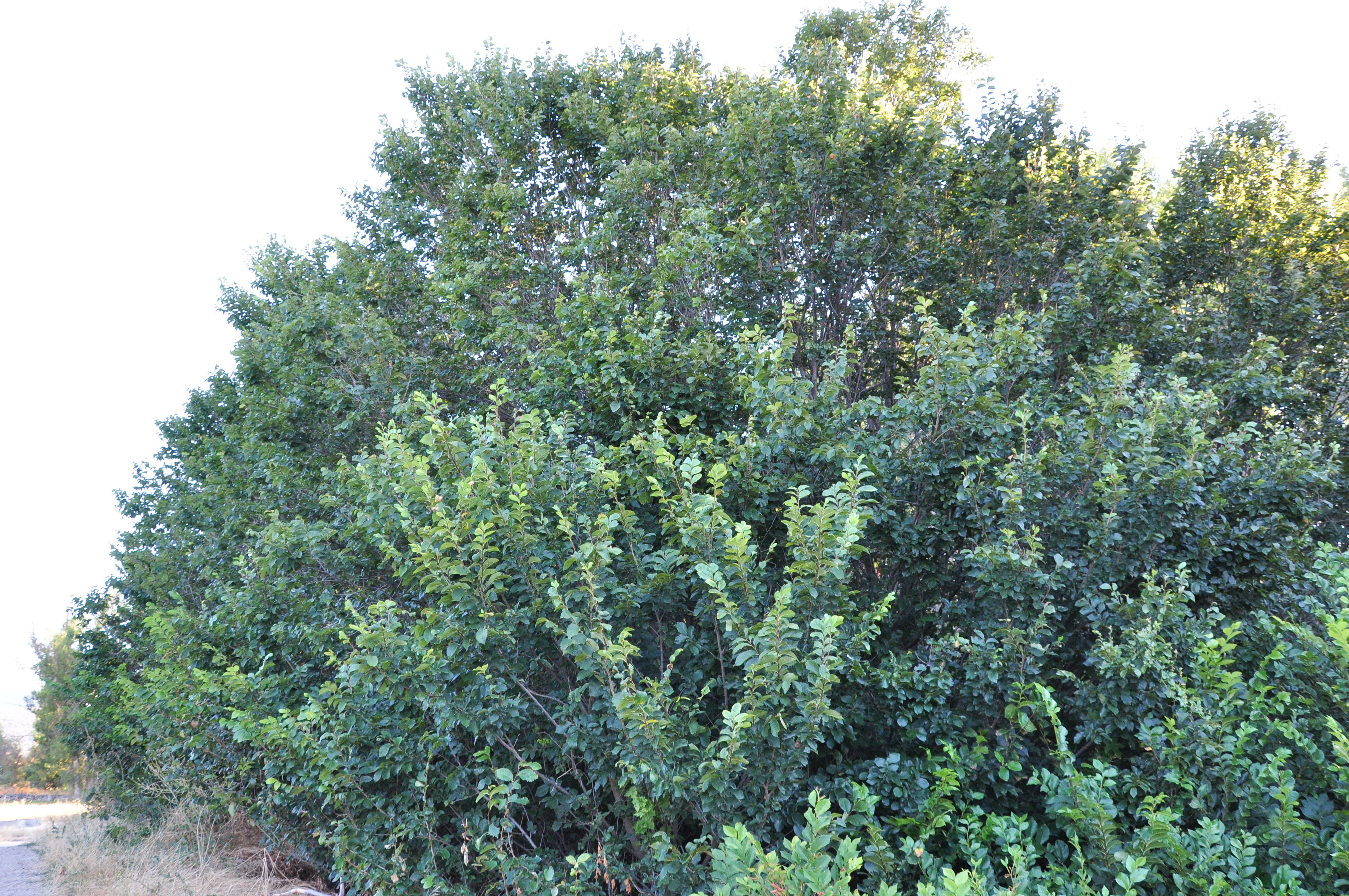
萌芽更新で巨大化した U. minorの群落

何種類もの昆虫がニレの色々な部分を餌として利用している。

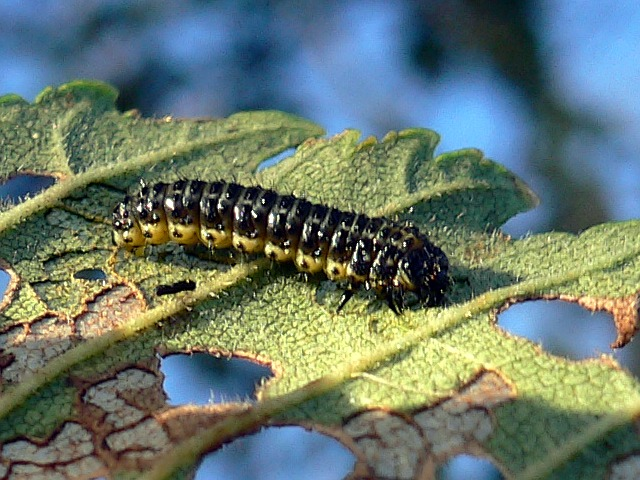
ニレの葉を食べるハムシの幼虫
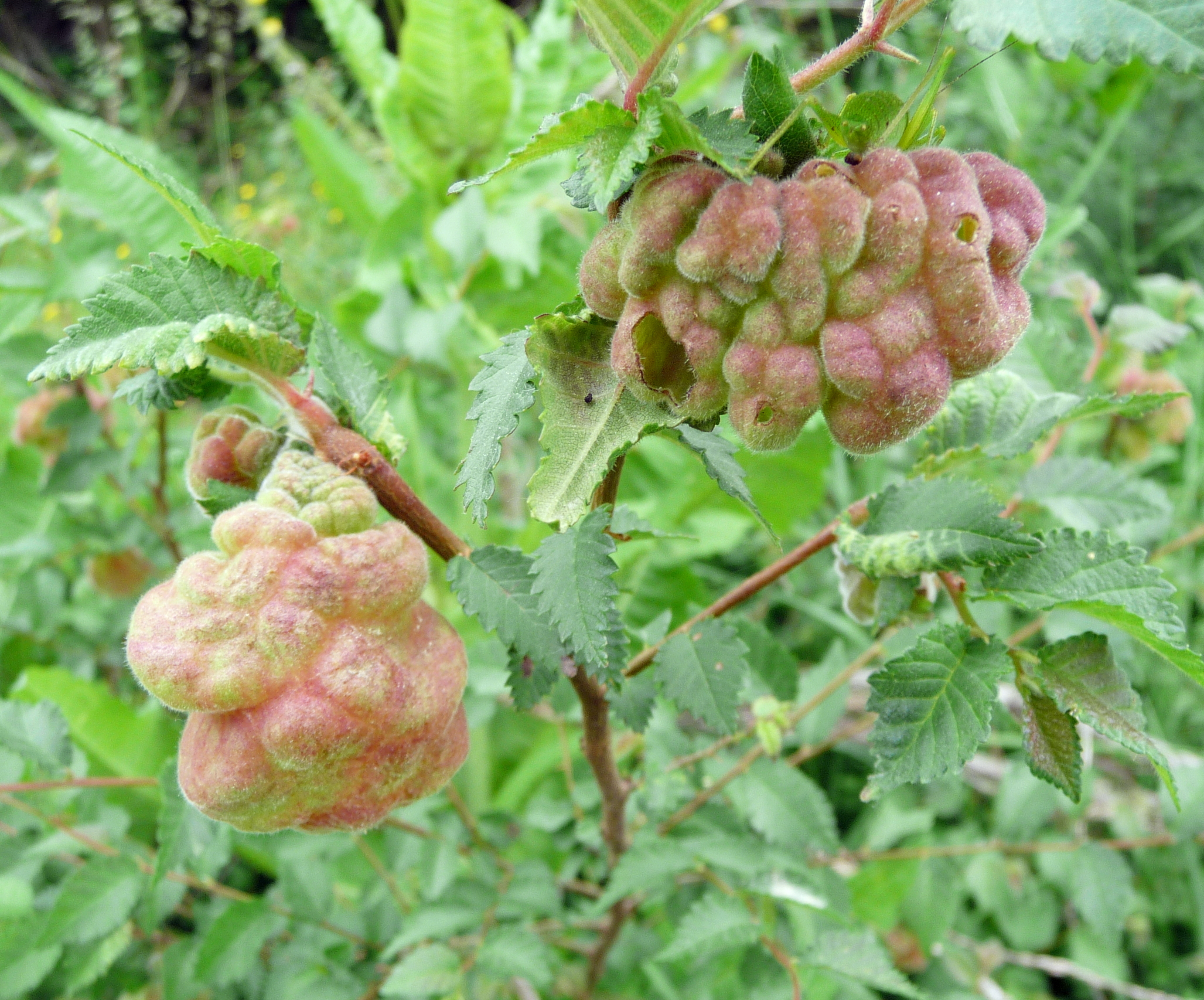
アブラムシによるニレの虫こぶ
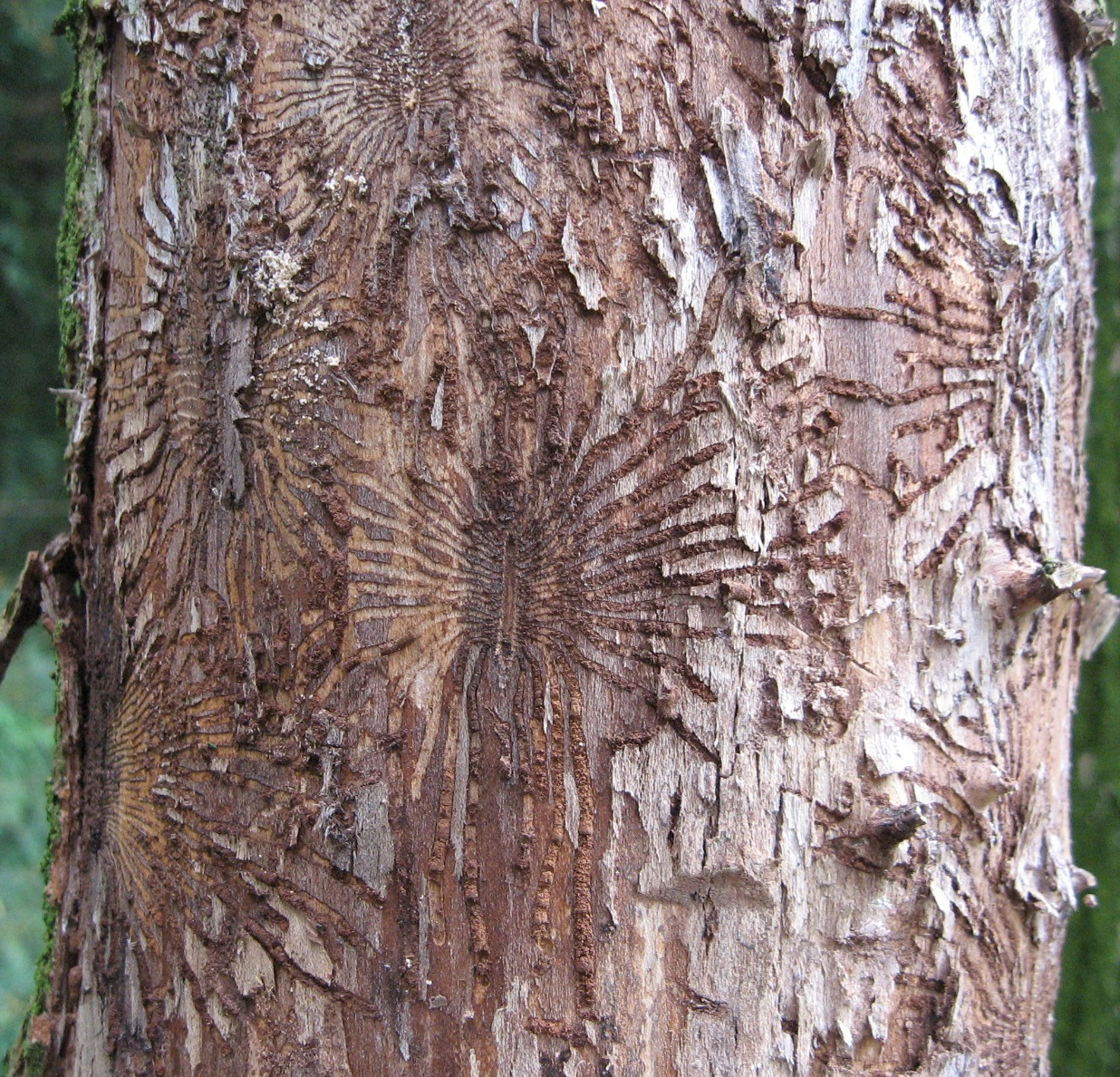
樹皮を剥がすと見つかるキクイムシの食痕 U. glabra

### 立ち枯れ病
ニレの立ち枯れ病は別名オランダニレ病とも呼ばれ、もとは東アジアからきた病気であるが、病原菌が最初に特定されたのがオランダだったことに由来する。ニレの立ち枯れ病は、病原菌となる胞子をつけた甲虫キクイムシが樹皮の下に潜り込み、孔道とよばれる孔を掘ることによって広まる。この病気に汚染されると、初夏に広い範囲で葉が黄色くなり、茶色くなってしおれていき、ニレの巨木でも1か月ほどで枯死してしまう。ニレの立ち枯れ病が最初に流行したのは1920年代で、これは程なく収束したが、1970年代に毒性が強い真菌が引き起こした流行は環境災害となり、イギリスだけで2500万本、ヨーロッパと北米では数億本のニレが枯死した。原因は、古代ローマ人がブドウの木を仕立てるために支柱として西ヨーロッパにオウシュウニレ（別名：ヨーロッパニレ）を持ち込み、挿し木や根萌芽から木を増やしていったところ、遺伝的に同一のクローンばかりになって同じ病虫害を受けやすくなったためといわれている。現在ニレの大木が残っている場所は、自然の障壁によって隔離されたイングランド南東部の沿岸や、市民の努力で残ったアムステルダムなど数カ所だけである。こうしたことからアムステルダム市当局では徹底的な監視と衛生管理が行われている。また十数年にわたる地道な交配によって、菌類に耐性がある栽培品種が10種類以上も作り出され、アムステルダムなどで大量に植え付けられている。

## 人間との関わり

### 象徴
ヨーロッパではニレ（楡）とブドウ（葡萄）は良縁の象徴とされる。この風習は元々はイタリア由来とされ、以下のような話がある。古代ローマ時代からイタリアではブドウを仕立てる支柱としてニレを使うために、ブドウ畑でニレも一緒に栽培していた。成長したニレは樹高3m程度のところで幹を切断する。ニレは萌芽を出すのでこれを横方向に仕立ててぶどうの蔓を絡ませてやるのだという。古代ローマの詩人オウィディウス（Ovidius、紀元前43-紀元前26年）はこれを見ていたく感動し、ulmus amat vitem, vitis non deserit ulmum（意訳：楡はブドウを愛している。ブドウも傷ついた楡を見捨てない）という詩を読んだ。
この話はローマ神話の神で恋仲だった季節の神ウェルトゥムヌスと果実の神ポーモーナの話としても好まれ、ルネサンス時代には絵画の題材としてもよく描かれた。

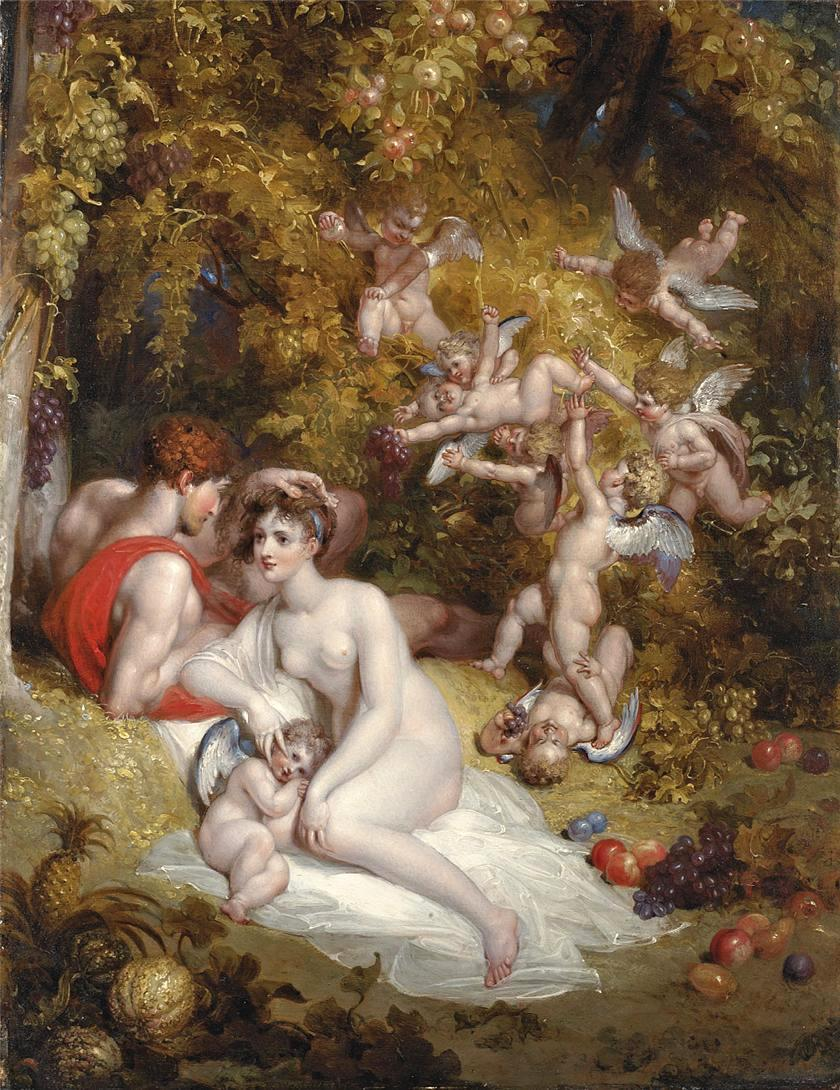
ニレの木の下で遊ぶ神たち
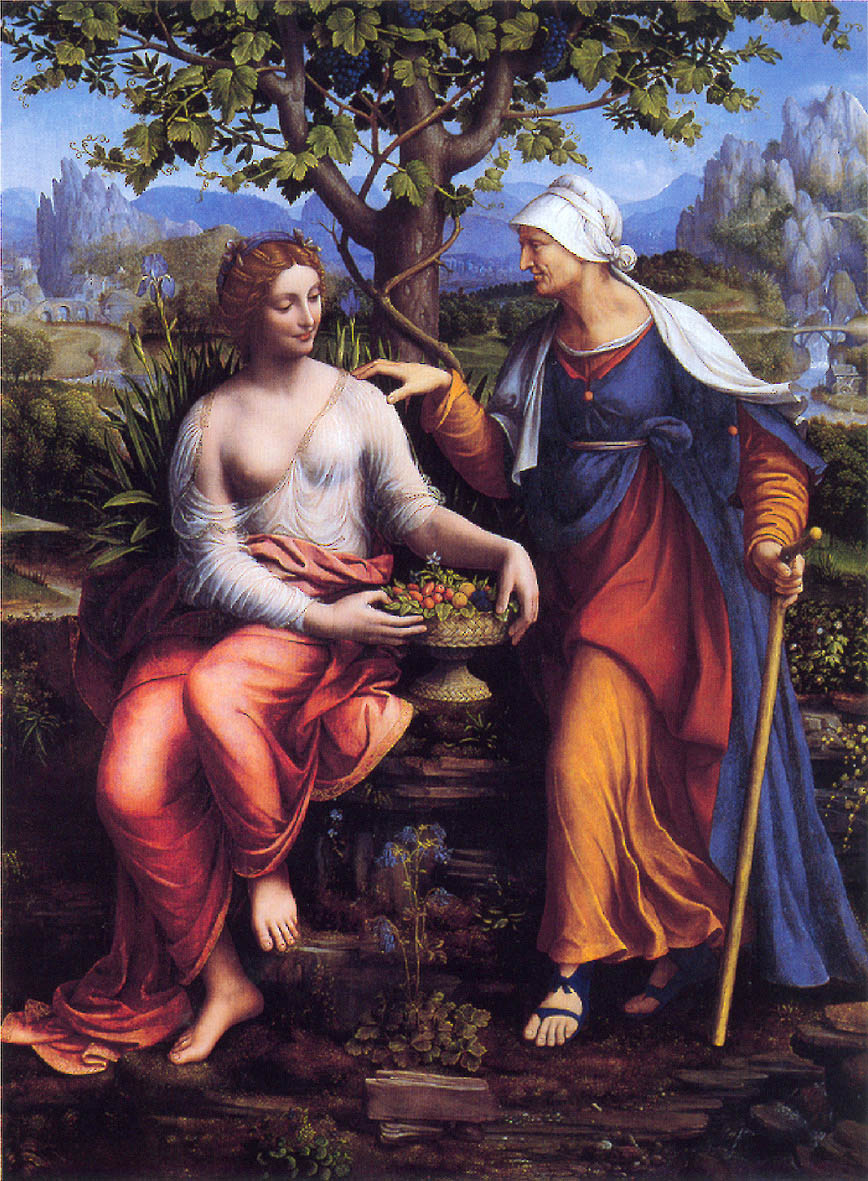
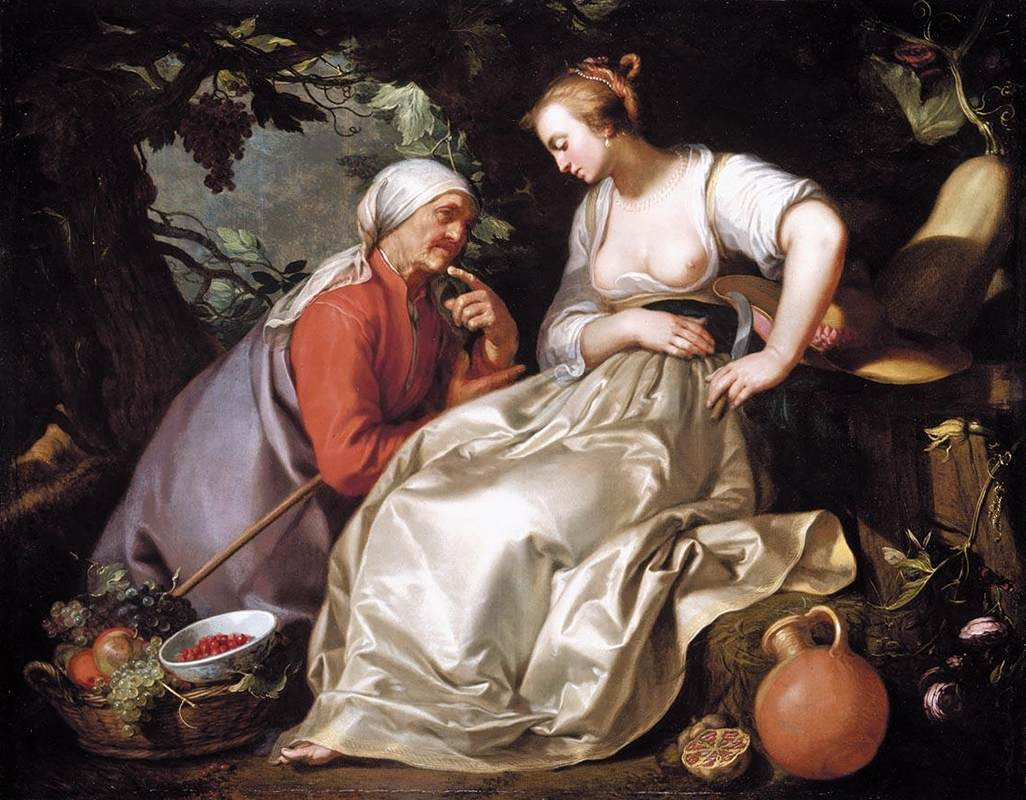

北欧神話（スカンディナヴィア神話）では、三人の神オーディン、ヘニール、ロドウールが、トネリコとニレの老木から人間を作ったとされる。神の姿になぞらえた男女の人形を作り、最高神オーディンが「生命の息」を吹きかけ、ヘニールは「知性と魂」、ロドウールは「情熱と愛情」を与えて人間が誕生した。人類最初の男女アスクとエムブラのうち、アスク（男）はトネリコの老木から、エムブラ（女）は、ニレの老木から生まれた。エムブラ（Embla）がニレを表す英語のエルム (Elm) になったといわれ、その語源はケルト語の Ulme からきたといわれる。
ギリシア神話では、詩人で竪琴の名手だったオルペウスが、妻を黄泉の国から連れ戻そうとして失敗し、悲しみに暮れて現世で竪琴を奏でた。すると、その音色に感動した大地がエルム（ニレ）の森を作り上げたという逸話が残る。
北アメリカの東海岸では、マサチューセッツ州のボストンにイギリスから脱出して到着した清教徒たちが村を作ったときに、周辺のインディアンが親切にもエルムを土地条件の指標にすることを教え、その土地は肥沃で耕作にも適し、水も容易に得られ洪水の危険もないことを知り得たという。この有益な情報から、ボストンをはじめ多くの美しい都市が生まれた。
ヨーロッパのその他の地域では、ニレ（エルム）を重要な樹に位置づけている。ニレの樹が大木になることからくる巨木信仰だけでなく、着火しやすいニレから火を得たという例が多いからといわれる。
なお、フランスで、「楡の木の下で待っていて。」は、「あてにしないで。（待っていても行きません。）」という意味で使われる。

### 景観
成長が早く移植が容易、また樹形や鮮やかな新緑が魅力的で爽やかな印象を与えるためか街路樹や庭園樹への利用が多い樹種である。秋の紅葉も見事であり、ヨーロッパなどでは風景画の題材としてもよく描かれ、13 - 17世紀の巨匠の絵画によく描かれた。オランダのハーグとアムステルダムでは世界一のニレが見られ、アムステルダムでは運河や街路沿いに7万5000本以上のニレが植えられている。日本では北海道大学構内のニレ並木が有名。盆栽にもなる。

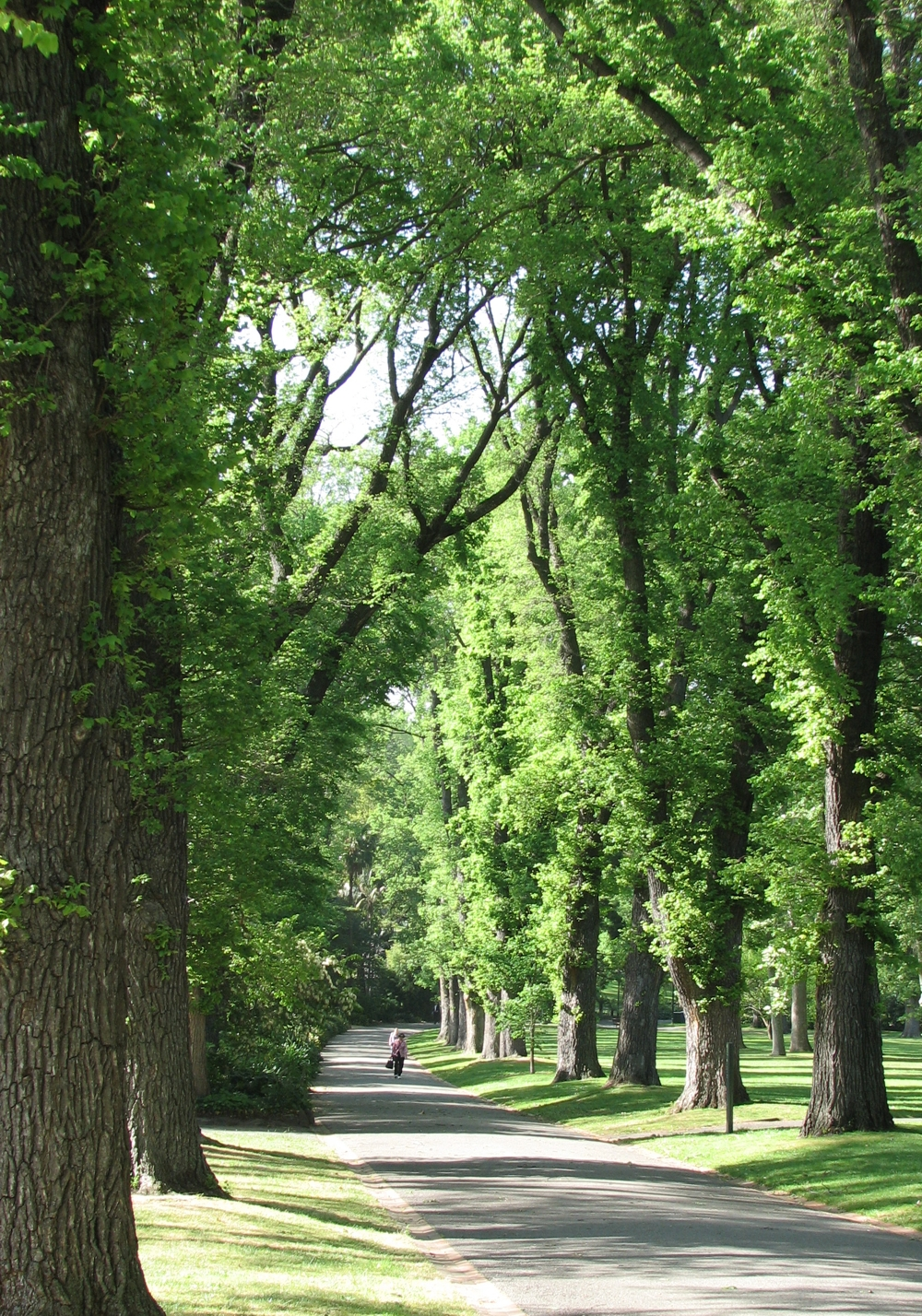
ニレ並木、オーストラリアのメルボルン
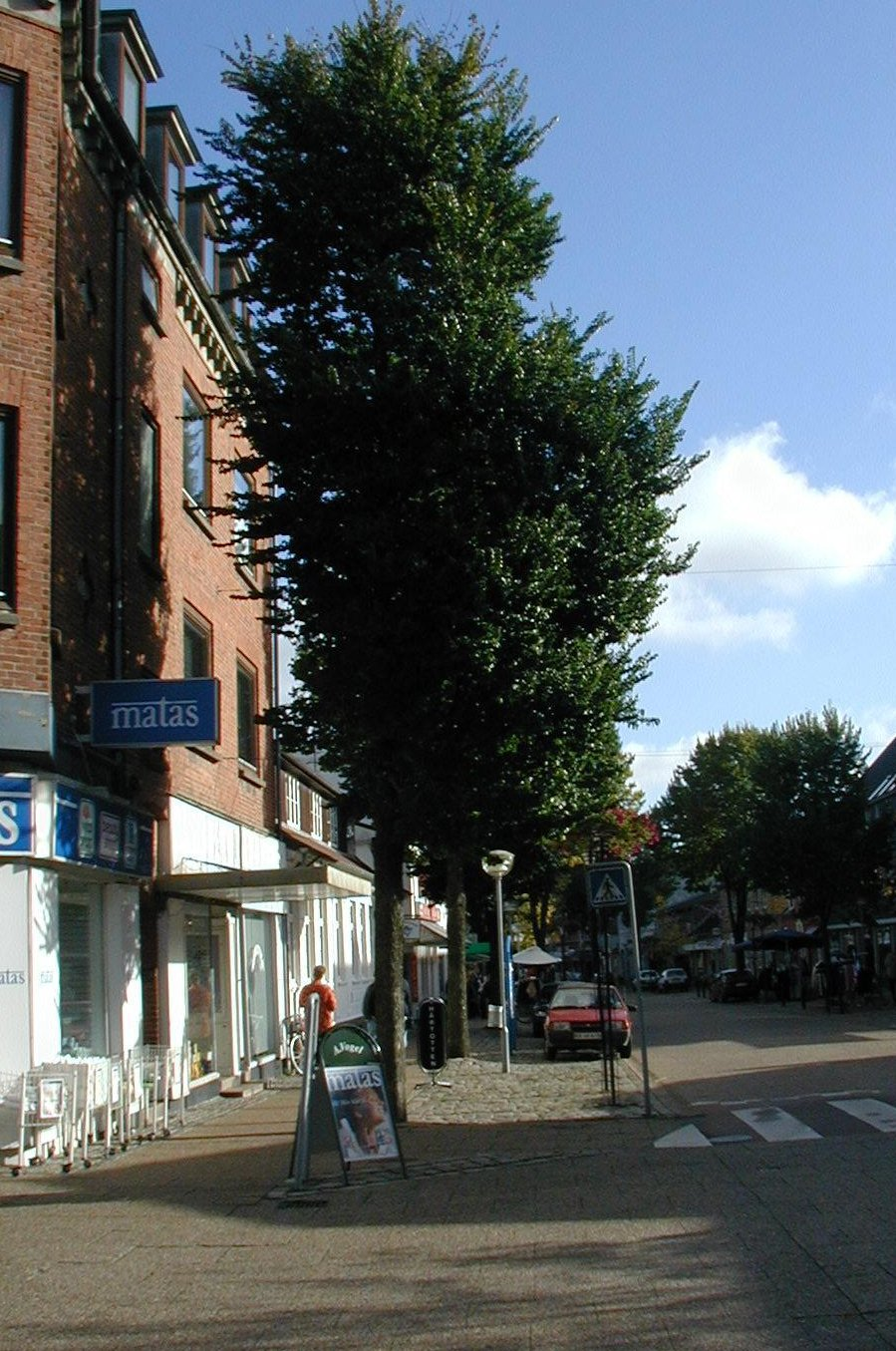
デンマークの並木道U. minor
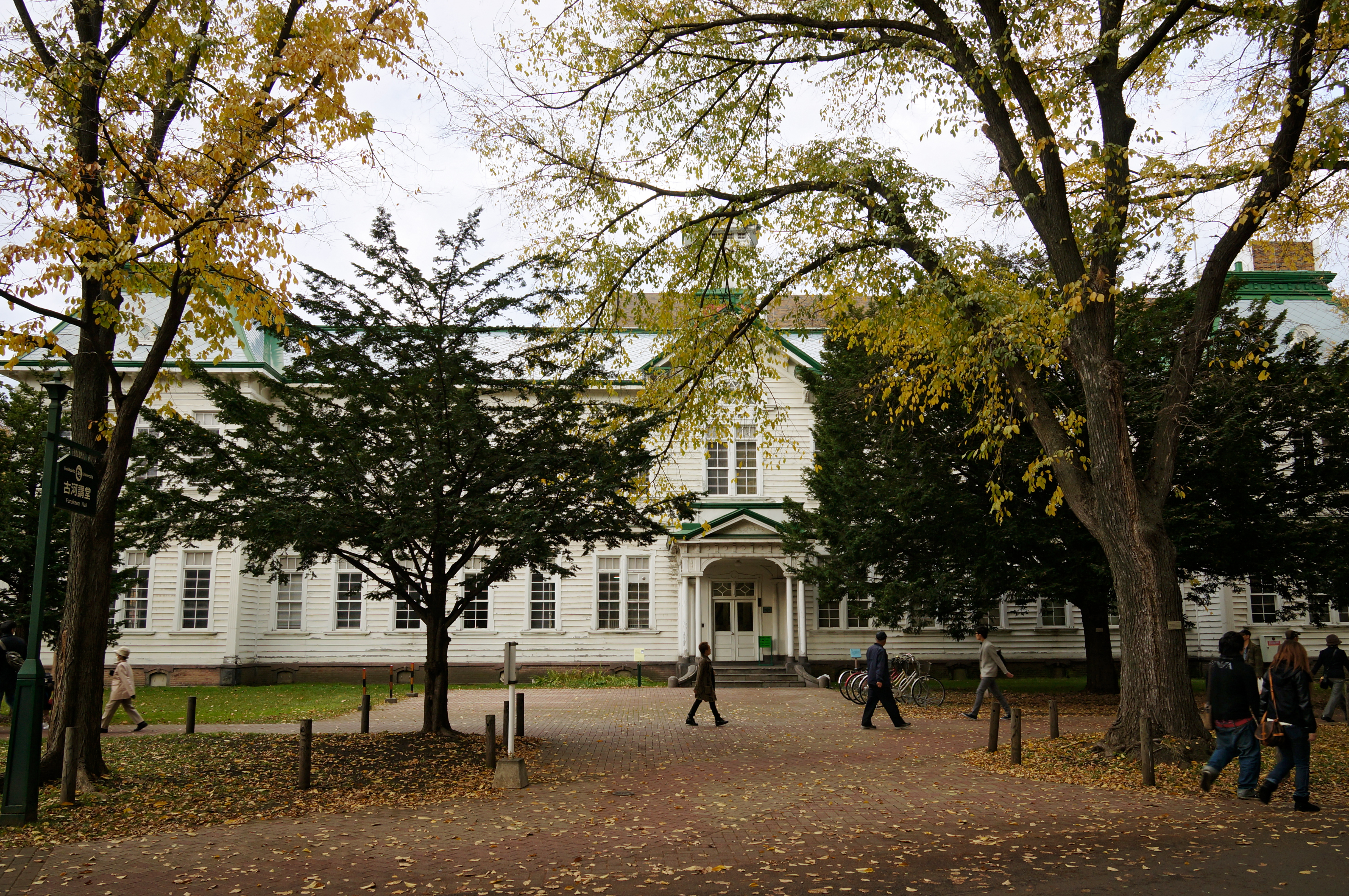
北大のニレ並木

### 木材
心材と辺材の境は明瞭、やや硬い。比重は0.6程度。空気に触れなければ腐りにくいといい、ヨーロッパでは水道管に用いた。またイチイの代用として弓にも使ったという。和太鼓の胴材にはケヤキが最高とされるが、ニレが代用されることもあるという。
しなやかさがあることから古代エジプトではチャリオットの車軸に使われていた。

### 食料・薬用
飢饉時などに種子などを食用とする場合がある。延喜式では特に香気のない本種の樹皮の粉を使った楡木（ニレギ）という名の漬物が記録されている。アメリカ産のU. rubraという種の内樹皮は胃や喉の炎症を鎮める効果があり、FDAに認可された数少ない生薬の一つとなっている。小枝や葉は家畜の飼料としても使え、ヒマラヤ地域などでは今も使うという。

## 世界のニレ属植物
ニレ属（Ulmus）は北半球の温帯に約20種があり、アジア、北アメリカ、ヨーロッパにかなり近い種が分布する。特にアメリカニレとヨーロッパニレは性質や形状がよく似ている。ヨーロッパのニレはどの種も互いによく似ており、樹高が30 mに達することも珍しくない。
ニレは身近にある木で関心が高く、それでいて地域差も激しいのか、研究者によって相当の相違がある。学名の異名であるシノニムも数多く、ずらっと10個以上並ぶ種もある。日本にはハルニレ、アキニレ、オヒョウの3種が分布する。
Ulmus bergmanniana
中国の標高1500-2500mの山岳地帯に分布。樹高20-25m、直径1m程度の中型種。中国名は興山楡。
U. castaneifolia
中国南部に広く分布。中国名は多脈楡や銹毛楡。種小名castaneifoliaは「クリの葉」の意味。
U. changii
中国南部に分布。個体数が減少しており、一部で保護されている
U. chumila

U. elongata
中国南部に分布し、樹高30mに達する大型種。中国名は長序楡、種小名elongataは細長いの意味でともに花の長さに由来する。
U. gausseni

エルム U. glabra
アイルランドからウラル山脈に至るヨーロッパに広範囲に分布。スカンジナビア半島の分布地などではわずかながら北極圏にも入る。樹高40mに達する大型種で、葉の形は後述のオヒョウ (U. laciniata) によく似る。アジアからの侵入病害であるニレ立枯病に弱い。
U. glaucescens
乾燥地にも耐えることから中国名は旱楡。
オヒョウ U. laciniata
樹高は25m程度とハルニレよりやや小型。樹形もハルニレやケヤキに比べると幹を真っ直ぐ伸ばす傾向が強いという。葉は先端で3-7つに分裂し、日本産ニレ類では本種だけの特徴的な葉を付ける。葉柄は短く目立たない。種小名laciniataは「細かく分裂した」の意味。
U. lamellosa
中国に分布。樹高10m未満のことが多い小型種。
チョウセンニレ U. macrocarpa
朝鮮半島と中国東北部からチベットにかけての一帯に広く分布。種小名macrocarpaは「大きい果実」の意味。中国名は大果楡だが地域名も多い。
U. mexicana
メキシコ南部からパナマに至る中米地域の標高800-2000mの山岳地帯に分布。現地の降水量は年間2000-4000mmに合するという。ニレ属最大の種で樹高80m、直径2.5mを超えることもある。
U. microcarpa
最近報告された種で中国西部チベットの標高3000m付近に局地的に分布。樹高30mに達するといい、結構大きい種である。種小名microcarpaは「小さい果実」の意味。
U. prunifolia
中国中部、湖北省の標高1000 -1500m付近に分布。樹高30m以上に達する大型種。
U. rubra
アメリカ東部から中西部にかけて広く分布。樹高20m、直径50cm程度の中型種。樹皮を鎮痛薬に使う。オートミールに近い栄養価があり、アメリカ先住民や初期の入植者は食用として利用したが、そのつかみどころのない味からslippery elmの名で呼ばれている。
アリサンニレ U. uyematsui
台湾の阿里山周辺の標高800-2500m付近に分布し、日本人植物学者早田文蔵によって報告された種。樹高は25m程度に達する中型種。和名の漢字表記、現地名ともに阿里山楡。
U. wallichiana
ヒマラヤ山脈西部、カシミール地方に分布する。後述するU. villosaと分布地が被るが、U. villosaが湿潤な谷沿いを好むのに対し、本種は乾燥にも耐えて住み分けしているという。
U. canescens
地中海東部地域、イタリア南部からイスラエルにかけて分布する。この地域は地中海性気候で夏の高温乾燥が厳しい、本種は比較的海沿いの湿った森林によく見られるという。U. minorの亜種と考える学者もいる。
U. chenmoui
中国南東部、江蘇省と安徽省に分布。樹高20m未満のことが多い小型種。個体数が減少している。
トウニレ U. davidiana
中国東北部から朝鮮半島、日本にかけて分布。樹高30m、直径1mに達する大型種で日本産ニレ類としては最大種。葉柄は比較的長くよく目立つ。日本産種のハルニレは大陸産のものと比べて果実の毛が生えてないことからは U. davidiana var. japonicaとし変種扱いすることも多い。かつてはU. japonicaとされ、大陸産種とは別種扱いされていた。和名の漢字表記は春楡とされこれは春に花が咲くことからといわれる。もっとも、ほとんどのニレは春に花が咲くものである。
U. harbinensis
中国東北部黒竜江省に分布。樹高15m以下のことが多い小型種。中国名は哈尔滨楡（ハルビンのニレ）。
U. ismaeris

U. lanceifolia
東南アジア地域、中国南部からインドシナ半島一帯とインドネシアの島嶼部に分布。インドネシアの分布地は赤道を僅かに越え、南半球に分布する唯一のニレである。樹高45mに達する大型種。
ヨーロッパニレ U. minor

U pseudopropinqua
中国東北部の黒竜江省に局地的に分布。中国名は偽春楡。
ノニレ U. pumila
東はシベリア・モンゴルから西はカザフスタンに至るまで分布。乾燥地にもよく耐える樹高10m-20mの小中型種。葉は寒冷地では落葉するが、温暖地だと半常緑だという。種小名pumilaは「小さい」の意味。中国名は垂枝楡。基本的にニレ立枯病に強いとされる。
U. szechuanica
中国中南部長江に沿って江蘇省から内陸の四川省にかけて分布する。種小名szechuanicaは「四川の」の意味で分布地に因む。中国名は紅果楡。
U. villosa
ヒマラヤ山脈西部、カシミール地方の標高1200-2500mの山岳地帯に分布。滑らかな樹皮は皮目が発達し、サクラなどバラ科樹木を思わせる様相になる。
U. alata
アメリカ合衆国南東部から南部にかけての広い範囲に分布。枝にはコルク質の翼が発達する。アジアから侵入したニレ立枯病に弱い。
アメリカニレ U. americana
北米大陸東部に広く分布。樹高30m、直径1.2m以上になる大型種で英名もAmerican elm（アメリカのニレ）、種小名americanaは「アメリカの」で名実ともにアメリカを代表するニレ。ニレ立枯病に弱く壊滅的な被害を受けた。
U. laevis
西はフランスから東はウラル山脈に至るまで南部を除くヨーロッパに広く分布。
U. thomasii
五大湖南岸を中心に分布。樹皮は荒々しく裂け、枝にはコルク質の翼が発達する。英名rock elm, cork elm。
U. crassifolia
アメリカ南部地域、ミシシッピ川より西からテキサス州・メキシコ国境のリオグランデ川に至る範囲に分布。英名cedar elm（針葉樹のようなニレ）、針葉樹の中でもテキサス周辺で特に目立つビャクシン属を指しているといわれる。樹高25m程度の中型種、葉は3-5cm程度と小さくかつ厚い。種小名crassifoliaは「分厚い葉」の意味。花は晩夏から初秋にかけて咲く珍しい種で後述のU. serotinaとは簡単に交雑し雑種を作るという。
アキニレ U. parvifolia
中国の中部以南の広い範囲、朝鮮半島と日本に分布。日本では西日本に分布し河原等の水辺を好む。樹高は15m程の小型種で、ハルニレに比べるとだいぶ小さく、樹皮の感じも平滑で鱗片状に剥がれる所などハルニレというよりはケヤキに似ている。このため別名イシゲヤキ（イシは木材の硬さ由来）やカワラゲヤキなどと呼ぶこともある。種小名parvifoliaは「小さい葉」の意味で、実際に葉は3cm程度と小型である。縁には二重鋸歯を持つが、小さい葉では発達が悪くしばしば単鋸歯に見える。世界でも3種しかない秋に花が咲く珍しい種類で和名はこれに由来。中国名は榔楡。ニレ立枯病に強い。
U. serotina
アメリカ合衆国南部テネシー州を中心に隣接する州にも点々と分布する。樹高は20m以下のことが多い小型種。花は9月頃咲くことから英名をSeptember elm（9月のニレ）という。種小名serotinaは「晩生の」の意味で、これもおそらくは花の咲く時期に由来する。かつては公園樹などとして良く用いられたが、アジアから侵入したニレ立枯病に弱く現在はほとんど姿を消した。
オウシュウニレ U. procera